# Gräben
Gräben är en kommun och ort i Landkreis Potsdam-Mittelmark i förbundslandet Brandenburg i Tyskland.
Den tidigare kommunen Rottstock uppgick i Gräben den 26 oktober 2003.
Kommunen ingår i kommunalförbundet Amt Ziesar tillsammans med kommunerna Buckautal, Görzke, Wenzlow Wollin och Ziesar.